# Berlin Hyp
Die Berlin Hyp mit Standort in Berlin ist ein großer deutscher Immobilienfinanzierer. Seit Mitte 2022 ist die Berlin Hyp eine hundertprozentige Tochtergesellschaft der Landesbank Baden-Württemberg. und seit dem 1. August 2025 sind die Aktivitäten von LBBW und Berlin Hyp in der gewerblichen Immobilienfinanzierung unter der Marke Berlin Hyp gebündelt. Der neue Immobilienfinanzierer agiert als organisatorisch eigenständige Einheit innerhalb der LBBW. Formal handelt es sich bei der neuen Einheit um eine unselbständige Anstalt öffentlichen Rechts innerhalb der LBBW.
Entstanden ist die Bank aus der Übernahme der Berliner Hypotheken- und Pfandbriefbank AG durch die Berlin-Hannoversche Hypothekenbanken AG, Hannover (vormals Braunschweig-Hannoversche Hypothekenbank Aktiengesellschaft, Hannover) und anschließender Verschmelzung mit Wirkung vom 12. Juni 1996 auf die Berlin-Hannoversche Hypothekenbank AG, Hannover und Berlin.
Die Berlin Hyp konzentriert ihre Vertriebsaktivitäten auf das Geschäft mit Investoren, Wohnungsunternehmen, Immobilienfonds, Kapitalanlagegesellschaften sowie ausgewählten Bauträgern. Regional konzentriert sie sich auf wirtschaftsstarke Ballungsräume in Deutschland und verschiedene Auslandsmärkte.

## Kennzahlen
| Kennzahlen                   | 2024   | 2023   | 2022            | 2021   | 2020   | 2019   | 2018   | 2017   | 2016   | 2015   | 2014   | 2013   | 2012   | 2011   | 2010   | 2009   | 2008   | 2007   | 2006   | 2005   | 2004   | 2003   | 2002   | 2001   |
| ---------------------------- | ------ | ------ | --------------- | ------ | ------ | ------ | ------ | ------ | ------ | ------ | ------ | ------ | ------ | ------ | ------ | ------ | ------ | ------ | ------ | ------ | ------ | ------ | ------ | ------ |
| Bilanzsumme [in Mio. €]      | 36.358 | 35.457 | 34.412          | 36.210 | 33.423 | 27.021 | 27.178 | 27.123 | 26.354 | 28.544 | 30.427 | 33.367 | 34.205 | 38.556 | 40.738 | 41.291 | 41.487 | 41.198 | 40.639 | 39.591 | 35.688 | 39.877 | 43.002 | 42.996 |
| Betriebsergebnis [in Mio. €] | 528,1  | 175,4  | 174,8 kumuliert | 234,4  | 96,6   | 155,8  | 220,4  | 184,4  | 120,1  | 126,1  | 121,9  | 119,0  | 202,7  | 129,8  | 88,0   | 78,5   | 57,5   | 77,0   | 74,7   | 57,7   | 45,6   | 13,6   | − 51,2 | − 92,2 |
| Jahresüberschuss [in Mio. €] | 0      | 75,0   | 71,0 kumuliert  | 50,0   | 23,4   | 61,0   | 116,4  | 117,0  | 73,0   | 68,1   | 120,1  | 125,8  | 105,4  | 86,4   | 58,9   | 44,7   | 55,1   | 54,5   | 36,7   | 24,8   | 4,3    | − 80,3 | − 92,2 |        |
| Cost-Income-Ratio [in %]     | 37,1   | 40,0   | 42,9            | 43,5   | 52,3   | 52,9   | 45,2   | 51,2   | 44,0   | 46,1   | 46,1   | 37,5   | 35,4   | 30,7   | 31,8   | 35,1   | 33,0   | 33,3   | 33,5   | 33,5   | 33,6   | 30,1   | 40,9   | 38,8   |
| Beschäftigte                 | 690    | 644    | 613             | 596    | 593    | 601    | 596    | 585    | 585    | 576    | 544    | 402    | 399    | 419    | 441    | 439    | 426    | 405    | 423    | 421    | 434    | 461    | 481    | 551    |

Die Kennzahlen beziehen sich auf die ehemalige Berlin Hyp AG, die im Rahmen der Veröffentlichungspflicht veröffentlicht wurden.

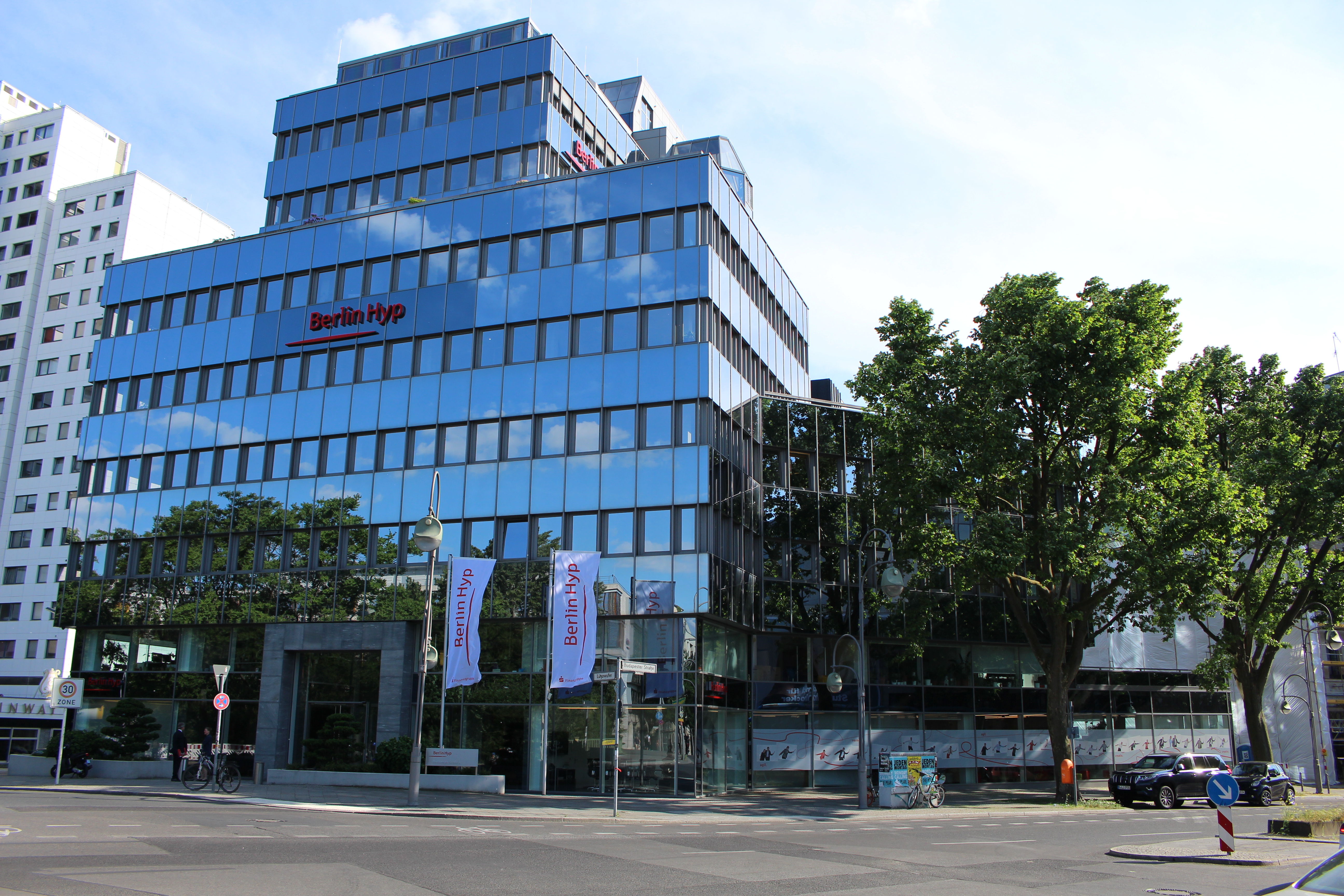
Ehemaliger Hauptsitz der Berlin Hyp in der Budapester Str. 1, 10787 Berlin (bis 2020)

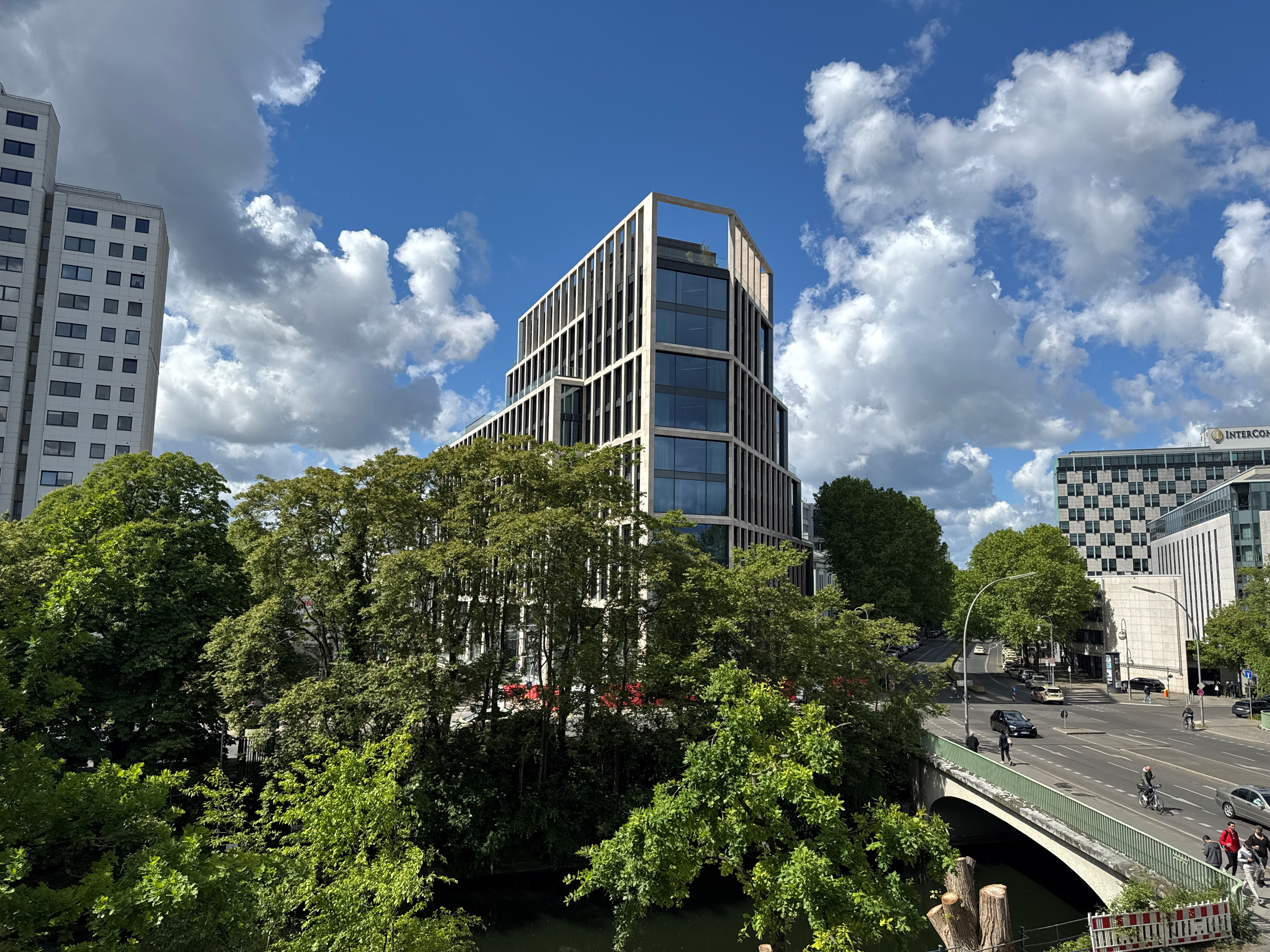
Neubau der Berlin Hyp in der Budapester Str. 1, 10787, Berlin

Für das Geschäftsjahr 2022 hat die Berlin Hyp wegen des Eigentümerwechsels per 30. Juni 2022 hin zur LBBW zwei Rumpfgeschäftsjahresberichte veröffentlicht.

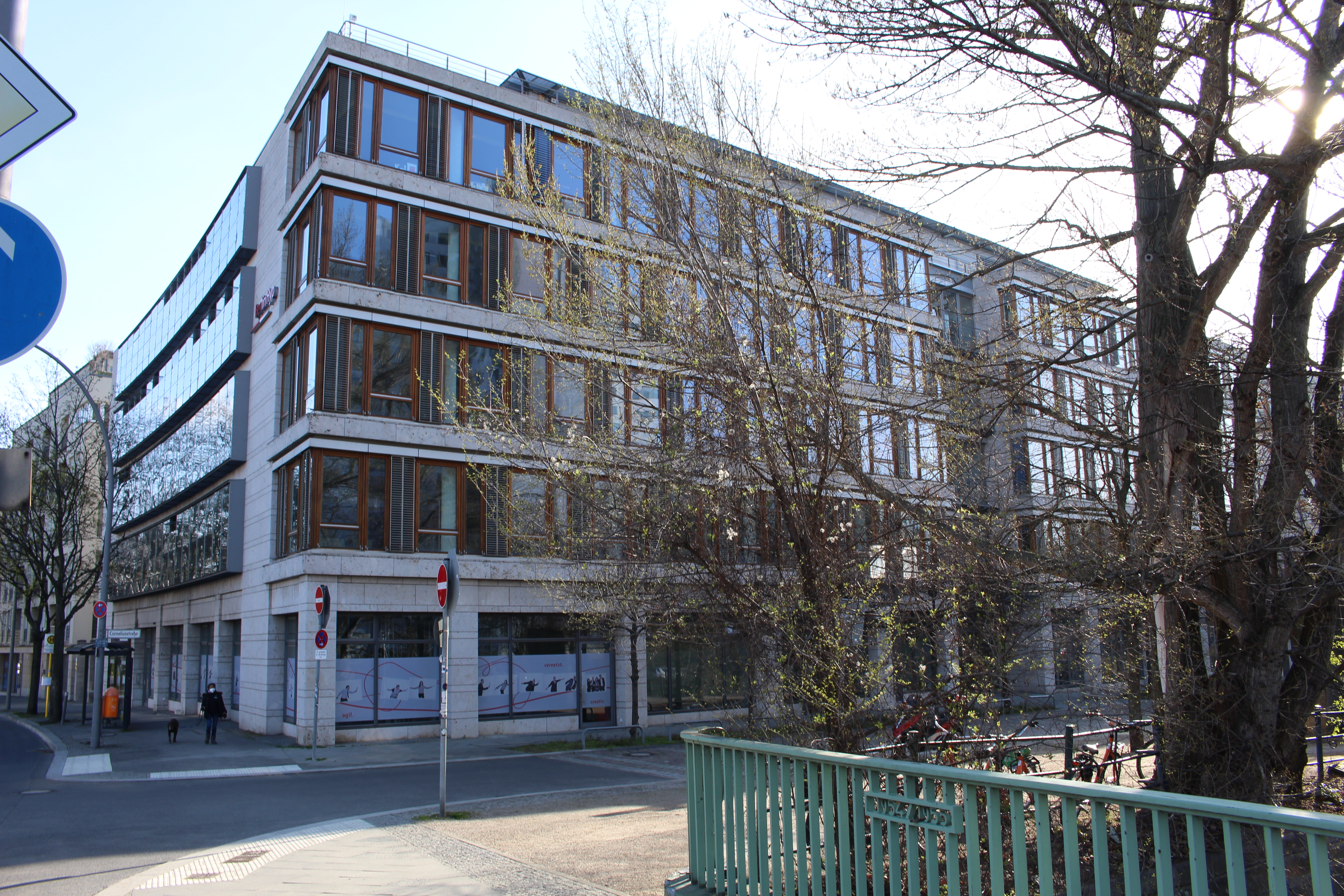
Zwischenzeitlicher Hauptsitz der Berlin Hyp in der Corneliusstraße 7, 10787 Berlin

Die Berlin Hyp beschäftigt 644 Mitarbeitende (Stand 2023) und hat Geschäftsstellen in Berlin (Hauptsitz), Düsseldorf, Frankfurt am Main, Hamburg, München, Stuttgart und Auslandsstandorte in Warschau, Amsterdam und Paris.

## Geschichte
Das erste Vorgängerinstitut der Berlin Hyp, das Berliner Pfandbriefinstitut, wurde im Jahr 1868 gegründet. Später firmierte das Institut als Berliner Pfandbriefamt. 1973 wurden eine Reihe öffentlicher Institute als Anstalt des öffentlichen Rechts unter dem Namen Berliner Pfandbrief-Bank zusammengefasst:
- Stadtschaft der Mark Brandenburg
- Berliner Hypothekenbankverein (Stadtschaft)
- Preußische Zentralstadtschaft
- Brandenburgische Provinzialbank und Girozentrale
- Brandenburgischer Sparkassen- und Giroverband
- Kur- und Neumärkische Ritterschaftliche Darlehens-Kasse, Märkische Landschaft, Preußische Staatsbank (Seehandlung)

1993 wurde die Rechtsform in die einer Aktiengesellschaft geändert. Seit dieser Änderung firmierte die Bank als Berliner Hypotheken- und Pfandbriefbank AG (abgekürzt: Berlin Hyp). Alleinaktionär war das Land Berlin. 1994 übernahm ein Vorgängerinstitut der heutigen Landesbank Berlin alle Anteile. Die heutige Bank entstand 1996 aus der Fusion der Berliner Hypotheken- und Pfandbriefbank AG und der Braunschweig-Hannoversche Hypothekenbank AG.
Im November 2009 wurde im Aufsichtsrat der Berlin Hyp eine erhebliche Kapitalerhöhung durch Ausgabe neuer Stückaktien beschlossen, um den Handlungsrahmen für Neugeschäftsakquisition zu erweitern und damit die Marktposition auszubauen und zu festigen.
Im Oktober 2013 erfolgte die Umfirmierung in Berlin Hyp AG. Auch wurde der Markenauftritt der Bank komplett überarbeitet und lehnt sich seitdem in Farbgebung und Optik an das Erscheinungsbild der Sparkassen an, um die Einbindung der Berlin Hyp in die Sparkassen-Finanzgruppe auch nach außen sichtbar zu machen.
Zum 1. Januar 2015 wurden die Aktien der Gesellschaft an die LBB Holding übertragen und das zuvor gemeinsam mit der Landesbank Berlin betriebene Geschäftsfeld Gewerbliche Immobilienfinanzierung aufgelöst.
Die Berlin Hyp ist Mitglied im Verband deutscher Pfandbriefbanken.
Ende August 2021 wurde bekannt, dass die Berlin Hyp verkauft werden soll. Grund dafür ist die Kritik der Bankenaufsicht an der bestehenden Holdingstruktur der LBB Holding. Die Berlin Hyp soll dabei im öffentlich-rechtlichen Bankensektor verkauft werden – der DSGV schloss den Verkauf an einen privaten Interessenten aus.

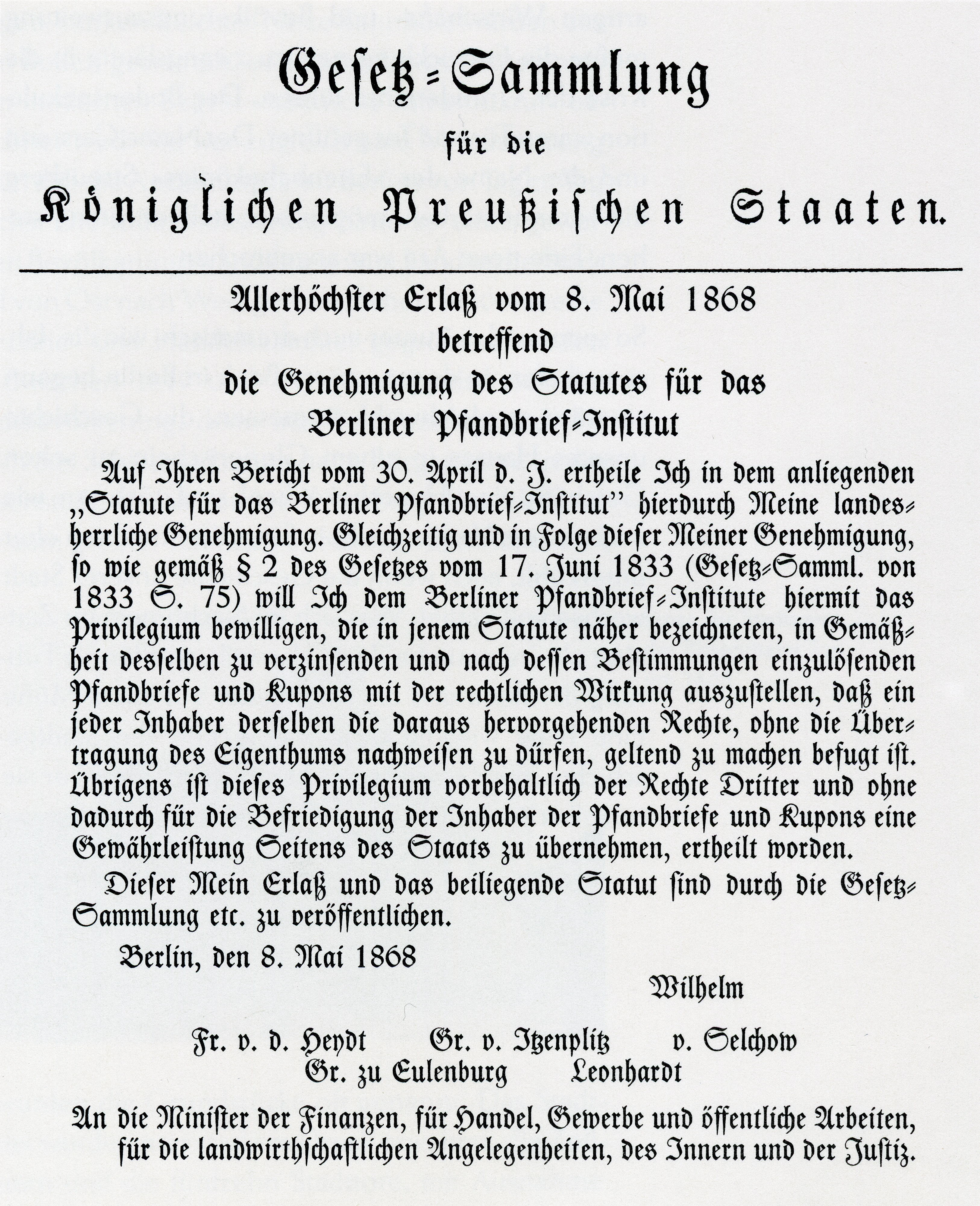
Gründungsurkunde Berliner Pfandbrief-Institut

Im Januar 2022 erhielt die Landesbank Baden-Württemberg (LBBW) den Zuschlag für die Übernahme. Nach kartellrechtlicher Genehmigung und Zustimmung der zuständigen Gremien der Sparkassenorganisation wurde die Transaktion im Sommer 2022 abgeschlossen.
Die LBBW hat im September 2024 bekannt gegeben, das gesamte Immobilienfinanzierungsgeschäft der LBBW unter der Marke Berlin Hyp zu bündeln.

## Anteilseigner

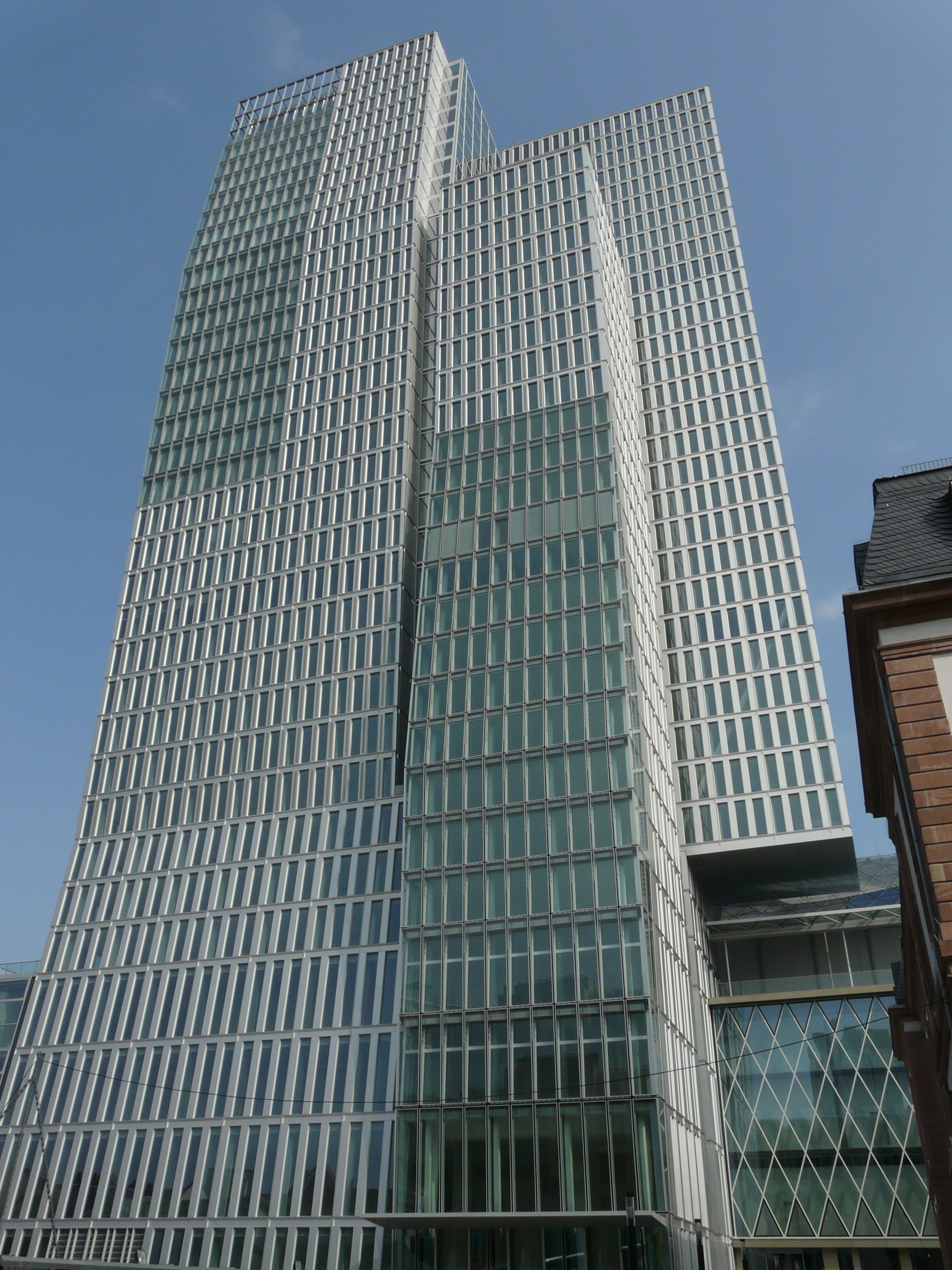
Geschäftsstelle im Nextower in Frankfurt

| Anteil | Anteilseigner                |
| ------ | ---------------------------- |
| 100 %  | Landesbank Baden-Württemberg |

Stand: Juli 2022

## Unternehmenspublikationen
Die Berlin Hyp veröffentlicht regelmäßig immobilienwirtschaftliche Studien, die teils in Eigenarbeit, teils in Kooperationen entstehen. Zu nennen sind unter anderem folgende fachwirtschaftliche Publikationen: "Logistik und Immobilien", "Trendbarometer" und der jährlich erscheinende "Wohnmarktreport Berlin".

## Wesentliche Beteiligungen
Die Berlin Hyp hält seit 2008 eine 100-prozentige Beteiligung an der mittlerweile nicht mehr aktiven Berlin Hyp Immobilien GmbH. Geschäftszwecke der Berlin Hyp Immobilien GmbH waren Maklertätigkeiten und die Vermarktung von Immobilien.

## Marke und Corporate Design
Anfang 2013 positionierte sich die Berliner Immobilienbank neu. Ausgangspunkt für das Rebranding/den Markenwechsel war der organisatorische Umbau der Konzernmutter, der Landesbank Berlin (LBB). Die Berlin Hyp wurde als eigenständiger Immobilienfinanzierer und künftiges Schwesterinstitut der Berliner Sparkasse innerhalb der Sparkassen-Finanzgruppe aufgestellt. Faktoren der Neuausrichtung waren die nun unabhängige Marktstellung und der Ausbau des Leistungsspektrums als Verbundbank in der Sparkassenfinanzgruppe und für Immobilienkunden.
Der Slogan der Berlin Hyp lautete „Partnerschaft ist unser Fundament“.

## Engagement für Nachhaltigkeit
Die Berlin Hyp wird ihrer sozialen und ökologischen Verantwortung gerecht. Sie engagiert sich bei verschiedenen nachhaltigen Projekten:

### Soziales Engagement
- POSITIONS Berlin, seit 2012, Verleihung des Berlin Hyp Preises[32][33]
- Kinderhaus Berlin Mark Brandenburg e. V.[34]

### Ökologisches Engagement
- Stadtbaumpflanzungen in Berlin[35]
- Zertifiziertes Energiemanagement nach emas[36][37]
- DGNB Platin-Vorzertifikat für Neubau[38]

### Ökonomisch-nachhaltiges Engagement
- Emittent des ersten grünen Pfandbriefs[39][40]
- Förderung von Green Buildings[41]